# ایران در بازی‌های پاراآسیایی ۲۰۲۲
ایران یکی از شرکت‌کنندگان بازی‌های پاراآسیایی ۲۰۲۲ در هانگژو، چین است که از تاریخ ۲۲ اکتبر تا ۲۸ اکتبر ۲۰۲۳ برگزار شد.

## رقابت کنندگان
ایران با ۲۰۹ ورزشکار (۱۲۷ مرد و ۸۲ زن) در ۱۶ رشته ورزشی در این بازی ها حضور داشت. در زیر لیست ورزش ها و تعداد ورزشکاران شرکت کننده در بازی های پاراآسیایی ۲۰۲۲ آمده است.
| رشته ورزشی             | مردان | زنان | مجموع |
| ---------------------- | ----- | ---- | ----- |
| پارا تیراندازی با کمان | ۷     | ۴    | ۱۱    |
| پارا دو و میدانی       | ۳۱    | ۲۱   | ۵۲    |
| فوتبال نابینایان       | ۱۰    | ۰    | ۱۰    |
| بوچیا                  | ۲     | ۲    | ۴     |
| شطرنج                  | ۹     | ۷    | ۱۶    |
| پارا دوچرخه‌سواری       | ۳     | ۰    | ۳     |
| گل‌بال                  | ۶     | ۶    | ۱۲    |
| پارا جودو              | ۸     | ۰    | ۸     |
| پاراکانو               | ۳     | ۳    | ۶     |
| پارا وزنه‌برداری        | ۱۰    | ۴    | ۱۴    |
| پاراتیراندازی          | ۱     | ۵    | ۶     |
| والیبال نشسته          | ۱۲    | ۱۲   | ۲۴    |
| پاراشنا                | ۵     | ۰    | ۵     |
| پارا تنیس روی میز      | ۴     | ۰    | ۴     |
| پارا تکواندو           | ۴     | ۶    | ۱۰    |
| بسکتبال با ویلچر       | ۱۲    | ۱۲   | ۲۴    |
| Total                  | ۱۲۷   | ۸۲   | ۲۰۹   |

## جدول مدال‌ها

### بر پایه تاریخ
| بر پایه تاریخ | بر پایه تاریخ | بر پایه تاریخ | بر پایه تاریخ | بر پایه تاریخ | بر پایه تاریخ |
| ------------- | ------------- | ------------- | ------------- | ------------- | ------------- |
| روز           | تاریخ         | 1             | 2             | 3             | مجموع         |
| روز ۱         | ۲۳ اکتبر      | ۸             | ۸             | ۶             | ۲۲            |
| روز ۲         | ۲۴ اکتبر      | ۸             | ۱۱            | ۶             | ۲۵            |
| روز ۳         | ۲۵ اکتبر      | ۸             | ۱۱            | ۷             | ۲۶            |
| روز ۴         | ۲۶ اکتبر      | ۸             | ۶             | ۹             | ۲۳            |
| روز ۵         | ۲۷ اکتبر      | ۷             | ۳             | ۹             | ۱۹            |
| روز ۶         | ۲۸ اکتبر      | ۵             | ۷             | ۴             | ۱۶            |
| مجموع         | مجموع         | ۴۴            | ۴۶            | ۴۱            | ۱۳۱           |

### بر پایه جنسیت
| مدال‌ها برحسب جنسیت | مدال‌ها برحسب جنسیت | مدال‌ها برحسب جنسیت | مدال‌ها برحسب جنسیت | مدال‌ها برحسب جنسیت | مدال‌ها برحسب جنسیت |
| جنس                | 1                  | 2                  | 3                  | مجموع              | درصد               |
| ------------------ | ------------------ | ------------------ | ------------------ | ------------------ | ------------------ |
| مردان              | ۳۱                 | ۳۴                 | ۲۴                 | ۸۹                 | ۶۷٫۹٪              |
| زنان               | ۱۲                 | ۱۲                 | ۱۶                 | ۴۰                 | ۳۰٫۵٪              |
| ترکیبی             | ۱                  | ۰                  | ۱                  | ۲                  | ۱٫۵۳٪              |
| مجموع              | ۴۴                 | ۴۶                 | ۴۱                 | ۱۳۱                | ۱۰۰٪               |

## فهرست اسامی مدال‌آوران
اسامی مدال آوران
| رشته                           | ورزشکار                          | مدال |
| ------------------------------ | -------------------------------- | ---- |
| دوومیدانی                      | امیرحسین علیپور                  | 1    |
| دوومیدانی                      | امان‌الله پاپی                    | 1    |
| دوومیدانی                      | الناز داربیان                    | 1    |
| شنا (۱۰۰ متر قورباغه)          | سینا ضیغمی‌نژاد                   | 1    |
| قایقرانی                       | سعید حسین‌پور                     | 1    |
| دوومیدانی                      | علیرضا مختاری                    | 1    |
| جودو                           | میثم بنی‌طبا                      | 1    |
| شنا (۵۰ متر آزاد)              | سینا ضیغمی‌نژاد                   | 1    |
| دوومیدانی                      | الهام صالحی                      | 1    |
| دوومیدانی                      | پرستو حبیبی                      | 1    |
| دوومیدانی                      | مهرداد مرادی                     | 1    |
| دوومیدانی                      | علی پیروج                        | 1    |
| قایقرانی                       | اسلام جاهدی                      | 1    |
| تیراندازی                      | فائزه احمدی                      | 1    |
| تکواندو                        | رزا ابراهیمی                     | 1    |
| تکواندو                        | مهدی پوررهنما                    | 1    |
| دوومیدانی                      | علیرضا زارع                      | 1    |
| دوومیدانی                      | رشید مسجدی                       | 1    |
| تیروکمان                       | تیم دوبل ریکرو مردان             | 1    |
| دوومیدانی                      | سیدعلی اصغر جوانمردی             | 1    |
| دوومیدانی                      | یاسین خسروی                      | 1    |
| جودو                           | وحید نوری                        | 1    |
| تکواندو                        | حامد حق شناس                     | 1    |
| شنا                            | سینا ضیغمی                       | 1    |
| دوومیدانی                      | سعید افروز                       | 1    |
| دوومیدانی                      | هاجر صفرزاده                     | 1    |
| شطرنج                          | تیم B۱                           | 1    |
| دوومیدانی                      | مهدی اولاد                       | 1    |
| تیراندازی با کمان ریکرو میکس   | تیم تیراندازی با کمان ریکرو میکس | 1    |
| دوومیدانی                      | حامد امیری                       | 1    |
| شطرنج                          | ملیحه صفایی                      | 1    |
| شطرنج                          | علیرضا زارع                      | 1    |
| دوومیدانی                      | رومینا چمسورکی                   | نقره |
| دوومیدانی                      | صادق بیت                         | 2    |
| دوومیدانی                      | امیر خسروانی                     | 2    |
| دوومیدانی                      | سجاد نیک‌پرست                     | 2    |
| قایقرانی                       | شهلا بهروزی‌راد                   | 2    |
| جودو                           | موسی غلامی                       | 2    |
| پارا وزنه‌برداری                | موسی بختیار                      | 2    |
| پارا وزنه‌برداری                | امیر جعفری                       | 2    |
| تیراندازی                      | ساره جوانمردی                    | 2    |
| تکواندو                        | سعید صادقی‌پور                    | 2    |
| شنا                            | سینا ضیغمی‌نژاد                   | 2    |
| دوومیدانی                      | پرستو حبیبی                      | 2    |
| دوومیدانی                      | مهدی مرادی                       | 2    |
| تیروکمان                       | تیم دوبل ریکروزنان               | 2    |
| دوومیدانی                      | علیرضا مختاری                    | 2    |
| دوومیدانی                      | هرمز صیدی                        | 2    |
| تکواندو                        | علیرضا بخت                       | 2    |
| تکواندو                        | لیلا میرزایی                     | 2    |
| پاراوزنه                       | روح الله رستمی                   | 2    |
| دوومیدانی                      | فاطمه دیبایی                     | 2    |
| دوومیدانی                      | سجاد محمدیان                     | 2    |
| شنا                            | ابوالفضل ظریف                    | 2    |
| دوومیدانی                      | عرفان رضایی                      | 2    |
| دوومیدانی                      | آتنا محمدی‌ها                     | 2    |
| دوومیدانی                      | ظفر ذاکر                         | 2    |
| شطرنج                          | امیر ربی                         | 2    |
| شطرنج                          | تیم شطرنج B2-B۳ بانوان           | 2    |
| شطرنج                          | تیم شطرنج B2-B۳ آقایان           | 2    |
| قایقرانی                       | سارا عبدالملکی                   | 3    |
| جودو                           | سعید کوهکن                       | 3    |
| تکواندو                        | مریم عبدالله‌پور                  | 3    |
| تکواندو                        | نرگس جوادی                       | 3    |
| دوومیدانی                      | رویا سلطانی                      | 3    |
| دوچرخه‌ سواری                   | محمد دلیر                        | 3    |
| پارا وزنه‌برداری                | یوسف یوسفی                       | 3    |
| جودو                           | مهدی برچلو                       | 3    |
| دوومیدانی                      | لیلا کبگ‌زن                       | 3    |
| پاراوزنه                       | مهدیه محمدیان                    | 3    |
| تنیس روی میز                   | حسن جانفشانی                     | 3    |
| دوومیدانی                      | میلاد رمضانی                     | 3    |
| جودو                           | علی نوایی                        | 3    |
| دوومیدانی                      | بتول جهانگیری                    | 3    |
| دوومیدانی                      | فرشته مرادی                      | 3    |
| پاراوزنه برداری                | زهرا آقایی                       | 3    |
| شطرنج                          | تیم شطرنج B۱ آقایان              | 3    |
| شطرنج                          | علیرضا قورچی‌بیگی                 | 3    |
| تیراندازی با کمان میکس کامپوند | تیراندازی با کمان میکس کامپوند   | 3    |
| دوومیدانی                      | الهام صالحی                      | 3    |
| دوومیدانی                      | حسن باجلوند                      | 3    |
| شنا                            | شاهین ایزدیار                    | 3    |

## حاشیه ها
1. مدال طلای هاشمیه متقیان و مدال نقره زینب مرادی در رشته دوومیدانی پس گرفته شد و برنز چینی تبدیل به طلا شد و ازبکستان و بحرین که مدال نگرفته بودند نقره و برنز گرفتند. علت آن اعتراض ورزشکار چینی به دیر رسیدن این دونفر به اتاق فراخوان (کال روم) عنوان شد در حالی که کادر ایران علت آن را اشتباه والیونتیرها اعلام کردند و گفتند برای بازپس گیری دو مدال وکیل گرفته اند.
2. هاجر صفرزاده در ۴۰۰ متر رکورد آسیا را شکست ولی با اعتراض حریفان و بازبینی فیلم به دلیل خارج شدن پایش از محوطه اصلی دیسکالیفه شد و شانس حضور در فینال و طلا را از دست داد. حریف چینی در این ماده پس از یک ایرانی دیگر نقره گرفت که در صورت حضور صفرزاده برنز می گرفت.
3. فاطمه پور اسماعیل پس از دونده هندی در ۱۵۰۰ متر دوم شد ولی به علت تعداد کم شرکت کنندگان (فقط دو نفر) در این ماده مدالی به هیچ‌کدام داده نشد.
4. مسابقه دوی ۱۰۰ متر در کلاس T۴۷ برگزار و داود علی قاسمی موفق به کسب مدال در دوی ۱۰۰ متر بازی‌های پاراآسیایی هانگژو نشد. در این رقابت داوودعلی قاسمی ملی‌پوش ایران با حریفانش از کشورهای چین، ژاپن (۲ نفر)، اندونزی (۲ نفر) ، هند و فیلیپین مسابقه داد و در پایان با زمان ۱۱٫۴۵ ثانیه که بهترین رکورد شخصی اش نیز محسوب می‌شد ، به مقام هفتم رسید. داود علی قاسمی نسبت به کلاس بندی اش اعتراض داشت و اعلام کرد اعتراض کرده و دنبال بازشگشت به کلاس قبل خود است. او در سه ماده ۱۰۰ متر و ۲۰۰ متر و ۴۰۰ متر شرکت کرد و موفق به کسب مدال نشد در حالی که ارتقای رکوردی داشت و در صورتی که کلاس بندی اش تایید می شد شانس کسب سه مدال طلا داشت ولی داوران او را به یک کلاس بالاتر فرستادند.
5. در یکی از مواد پرتاب نیزه در روز آخر پرتاب آخر ورزشکار هندی مشکوک به خطا بود ولی گرفته نشد و با ۱۱ سانتی متر اختلاف طلا و برنز به هند و نقره به ایران رسید.
6. در یکی از مواد پرتابی که هند طلا و ایران هم مدال گرفت ورزشکاران ایرانی پرتاب نیزه نسبت به کلاس بندی ورزشکار هندی اعتراض داشتند.
7. دو جودوکار ایران به علت دوپینگ در مسابقه شرکت نکردند و شانس مدال را از دست دادند. برخی رسانه ها عدم کلاس بندی را علت دیسکالیفه شدن آن ها اعلام کردند.
8. در یکی از اوزان وزنه برداری مردان که چین اول و ایران دوم شد مربیان اعتقاد داشتند حرکت چهارم برای مدال محسوب نمی شود و چین برخلاف قوانین ورزشکار خود را برنده اعلام کرده است.